# Canton de Bédarieux
Le canton de Bédarieux est une ancienne division administrative française située dans le département de l'Hérault et la région Languedoc-Roussillon.

## Géographie
Ce canton est organisé autour de Bédarieux dans l'arrondissement de Béziers. Son altitude varie de 170 m (Faugères) à 1 001 m (Graissessac) pour une altitude moyenne de 297 m.

## Historique
Après 2014, les communes de ce canton ont été rattachées au canton de Clermont-l'Hérault.

## Composition
| Nom                      | Code Insee | Intercommunalité   | Superficie (km2) | Population (dernière pop. légale) | Densité (hab./km2) |
| ------------------------ | ---------- | ------------------ | ---------------- | --------------------------------- | ------------------ |
| Bédarieux (chef-lieu)    | 34028      | CC Grand Orb       | 27,82            | 6 108 (2014)                      | 220                |
| Camplong                 | 34049      | CC Grand Orb       | 13,25            | 238 (2014)                        | 18                 |
| Carlencas-et-Levas       | 34053      | CC Grand Orb       | 10,78            | 127 (2014)                        | 12                 |
| Faugères                 | 34096      | CC Les Avant-Monts | 26,06            | 498 (2014)                        | 19                 |
| Graissessac              | 34117      | CC Grand Orb       | 10,03            | 679 (2014)                        | 68                 |
| Pézènes-les-Mines        | 34200      | CC Grand Orb       | 26,87            | 245 (2014)                        | 9,1                |
| Le Pradal                | 34216      | CC Grand Orb       | 3,80             | 304 (2014)                        | 80                 |
| Saint-Étienne-Estréchoux | 34252      | CC Grand Orb       | 3,58             | 269 (2014)                        | 75                 |
| La Tour-sur-Orb          | 34312      | CC Grand Orb       | 30,65            | 1 271 (2014)                      | 41                 |

## Carte du canton

Carte du canton de Bédarieux.

## Représentation

### Conseillers généraux de 1833 à 2015
| Période                                  | Période      | Identité                                 | Étiquette               | Qualité |
| ---------------------------------------- | ------------ | ---------------------------------------- | ----------------------- | --- |
| 1833                                     | 1836         | Jacques Prades (1780-1844)               |                         | Négociant, fabricant de draps, maire de Bédarieux                                                             |
| 1836                                     | 1839         | Jacques Martel-Laprade                   |                         | Fabricant de draps, ancien maire de Bédarieux                                                                 |
| 1839                                     | 1842         | M. Morel                                 |                         | Propriétaire à Bédarieux                                                                                      |
| 1842                                     | 1845         | Jacques Martel-Laprade                   |                         | Fabricant de draps à Bédarieux                                                                                |
| 1845                                     | 1848         | Claude Paulin Lambert Théron             |                         | Notaire à Bédarieux                                                                                           |
| 1848                                     | 1852         | Paul Bélugou                             | Républicain             | Propriétaire, conseiller municipal de Bédarieux                                                               |
| 1852                                     | 1856         | André Sabatier (1803-1894)               |                         | Manufacturier à Bédarieux                                                                                     |
| 1856                                     | 1864         | Vital-Aphrodise Donnadille               |                         | Fabricant de draps et négociant à Bédarieux                                                                   |
| 1864                                     | 1871         | André Sabatier                           |                         | Manufacturier à Bédarieux                                                                                     |
| 1871                                     | 1883         | Antoine Pastre                           | Républicain             | Maire de Bédarieux (1876-1877, 1878-1882)                                                                     |
| 1883                                     | 1901 (décès) | Léon Moulinier                           | Rad.                    | Maire de Bédarieux (1892-1900)                                                                                |
| 1901                                     | 1940         | Marius Bénézech (décédé en janvier 1942) | Rad. puis SFIO puis USR | Propriétaire Maire de Bédarieux (1919-1935)                                                                   |
|                                          |              |                                          |                         | |
| 1942                                     | 1945         | Achille Bex (1892-1956)                  |                         | Vétérinaire Maire de Bédarieux Nommé conseiller départemental en 1942                                         |
|                                          |              |                                          |                         | |
| 1945                                     | 1951         | François Cavaillez                       | PCF                     | Cheminot |
| 1951                                     | 1955 (décès) | Émile Ségui                              | RPF-Soc.ind.            | Historien, écrivain, instituteur et poète à Faugères                                                          |
| 2 octobre 1955                           | 1958         | René Pagès                               | PCF                     | Employé à la SNCF Député (1956-1958) René Pagès fut élu lors d'une élection partielle.                        |
| 1958                                     | 1964         | Henri Maffre (1898-1980)                 | SFIO                    | Commerçant boyaudier Maire de Bédarieux (1947-1959)                                                           |
| 1964                                     | 1976         | René Pagès                               | PCF                     | Petit propriétaire puis cheminot Maire de Bédarieux (1959-1977) Député (1956-1958)                            |
| 1976                                     | 2015         | Antoine Martinez                         | PCF puis DVG puis PS    | Professeur d'espagnol Maire de Bédarieux (1983-2020) Conseiller général délégué aux Relations internationales |
| Les données manquantes sont à compléter. |              |                                          |                         | |

## La photo du canton

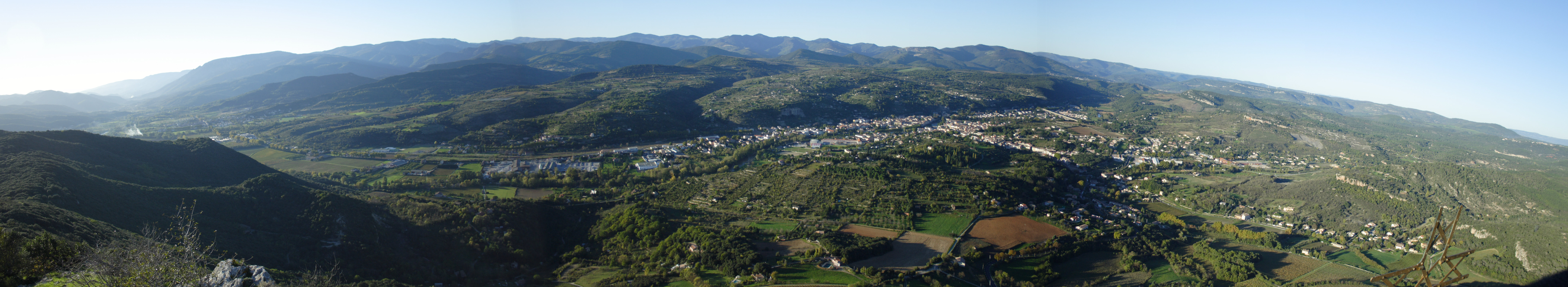
Vue sur Bédarieux à partir du pic de Tantajo (518m)

### Conseillers d'arrondissement (de 1833 à 1940)
| Période                                  | Période      | Identité                   | Étiquette            | Qualité |
| ---------------------------------------- | ------------ | -------------------------- | -------------------- | --- |
| 1833                                     | 1836         | François Calvet            |                      | Négociant à Bédarieux                                                                                       |
| 1836                                     | 1848         | Jean Vernazobres fils ainé |                      | Manufacturier (fabricant de draps) à Bédarieux                                                              |
| 1848                                     | 1861         | Eugène Coste               |                      | Propriétaire à Bédarieux                                                                                    |
| 1861                                     | 1871         | Cyrille Berthomieu         |                      | Négociant à Bédarieux                                                                                       |
| 1871                                     |              | Eugène Triadou             |                      | Propriétaire, ancien maire de Bédarieux (en 1870)                                                           |
|                                          |              |                            |                      | |
| 1898                                     | 1904         | Barthélemy Mounis          | Radical              | Bourrelier à Bédarieux                                                                                      |
| 1904                                     | 1919         | Léopold Grach              | Radical              | Propriétaire, maire de Graissessac                                                                          |
| 1919                                     | 1927 (décès) | Marius Fargal (1886-1927)  | SFIO                 | Ouvrier mineur, secrétaire du syndicat des mineurs CGT, maire de Graissessac (1919-1927)                    |
| 1927                                     | 1929 (décès) | Jean Marcel Dury           | SFIO                 | Maire de Graissessac                                                                                        |
| 1929                                     | 1940         | Jules Cabantous            | SFIO (exclu en 1936) | Ouvrier mineur, secrétaire du syndicat CGT des mineurs de Graissessac, maire de Graissessac (1927-1940)     |
| 1940                                     |              |                            |                      | Les conseils d'arrondissement ont été suspendus par la loi du 12 octobre 1940 et n'ont jamais été réactivés |
| Les données manquantes sont à compléter. |              |                            |                      | |

## Démographie
| 1962   | 1968   | 1975  | 1982  | 1990  | 1999  | 2006  | 2011   | 2012   |
| ------ | ------ | ----- | ----- | ----- | ----- | ----- | ------ | ------ |
| 12 002 | 10 934 | 9 741 | 9 517 | 9 087 | 8 982 | 9 821 | 10 046 | 10 000 |

## Monuments ou sites remarquables
| - Chapelle Saint-Raphaël à Bédarieux - Maison des Arts, marquise de la gare à Bédarieux | - Moulin de Faugères - Village médiéval de Boussagues à La Tour-sur-Orb |